# Herbstia
Herbstia is een geslacht van kreeftachtigen uit de klasse van de Malacostraca (hogere kreeftachtigen).

## Soorten
- Herbstia camptacantha (Stimpson, 1871)
- Herbstia condyliata (Fabricius, 1787)
- Herbstia crassipes (A. Milne-Edwards, 1873)
- Herbstia depressa Stimpson, 1860
- Herbstia edwardsii Bell, 1836
- Herbstia nitida Manning & Holthuis, 1981
- Herbstia parvifrons Randall, 1840
- Herbstia pubescens Stimpson, 1871
- Herbstia pyriformis (Bell, 1836)
- Herbstia rubra A. Milne-Edwards, 1869
- Herbstia rubra A. Milne Edwards, 1869
- Herbstia tumida (Stimpson, 1871)